# معركة ستافوخاني
معركة ستافوخاني أو معركة ستافوتشاني(بالإنجليزية: Battle of Stavuchany)‏ هي معركة بين جيش الدولة العثمانية وجيش الإمبراطورية الروسية من جانب آخر وقعت المعركة يوم 17 أغسطس 1739 خلال أحداث الحرب العثمانية الروسية النمساوية والتي امتدت خلال الفترة من عام 1735 واستمرت لعام 1739 كانت المعركة بقرية ستافوخاني القريبة من قلعة خوتين العثمانية (الآن في تشيرنيفتسى اوبلاست، أوكرانيا ).

## المعركة
ستافوخاني هي قرية صغيرة تقع على بعد 12 كيلومتر جنوب غربي قلعة خوتين العثمانية كان تعداد الجيش الروسي المشارك بالمعركة (حوالى 61 ألف مقاتل) بالإضافة إلى 250 مدفع واقترب الجيش الروسي من ستافوخاني حيث كان الجيش العثماني يسيطر على المرتفعات ومتحصن بها وكان تعداد الجيش العثماني حوالى 80 ألف إلى 90 ألف،  حاول القائد العثماني تطويق الجيش الروسي لكن الروس نجحوا في صد الكثير من الهجمات سواء على الأجنحة أو تلك التي من الخلف ثم تمكن الروس من خلال مهاجمة الجبهة اليسرى للجيش العثمانى من تشتيت العثمانين ومن ثم تمت مهاجمة مواقع مركز الجيش العثماني بقواتهم الرئيسية.

## نتائج المعركة
كانت المعركة نصرا حاسما للجيش الروسي واستولى الروس على نحو 50 مدفع وفقد الجيش العثماني ما يصل إلى 1000 قتيل بينما خسر الروس 13 قتيل و 54 جريح وأسفرت المعركة في ستافوخاني علي استيلاء القوات الروسية على قلعة خوتين العثمانية في 19 أغسطس واحتل الروس معظم والاشيا في شهر سبتمبر و على الرغم من النصر الروسي الا انه كان على روسيا الموافقة على شروط معاهدة بلغراد في 18 سبتمبر 1739 بسبب انسحاب النمسا من الحرب مما قلل عمليا من انجازات الجيش الروسي إلى الصفر .